# Adposition

Adpositioner är ett ordklassnamn som förekommer som alternativ, sammanfattande benämning på prepositioner, cirkumpositioner och postpositioner, men som sällan används i svensk grammatikundervisning. Adpositioner placeras olika i förhållande till huvudorden, men har samma funktion, varför de hör till en och samma ordklass. 

## Funktion
Adpositionernas funktion är att ange en nominalfras eller en nominal bisats roll i satsen. Oftast fungerar beskrivningen att adpositionen relaterar verbskeendet (inklusive subjekt och eventuella objekt) i satsen till en viss plats eller tid, till exempel Olle cyklar i skogen. Andra gånger tycks adpositionen endast relatera en nominalfras till en annan, till exempel Vägen till Mora är lång, men i sådana fall kan adpositionsfraserna ses som en typ av satsförkortningar. I fallet ovan förkortar då till Mora exempelvis som leder till Mora.  I vissa fall saknar dock adpositionerna semantiskt innehåll och fyller bara en rent grammatisk funktion. Adpositionsfraserna är som satsdelar adverbial. Ofta styr adpositionerna sina nomens kasus. Det är också vanligt bland världens språk att adpositionsfunktionen i sig motsvaras av kasusändelser: finska minä kuolen talossa = jag dör i huset.  Även det svenska genitiv-s:et motsvaras i många andra språk av adposition: franska les poissons de la mer = havets fiskar.

## Adpositioner i världens språk
Världens språk kan typologiskt delas in i två olika kategorier: prepositionsspråk och postpositionsspråk. Många indoeuropeiska språk, däribland svenskan och engelskan, är prepositionsspråk. Det förekommer att språk använder sig av både och, men det brukar gå att peka ut ett alternativ som deras huvudmodell. Ofta ses samband mellan huruvida ett språk använder prepositioner eller postpositioner och dess ordföljdsregler i övrigt.
Cirkumpositioner är jämförelsevis sällsynta. En sådan består av två delar, av vilka den ena placeras framför och den andra efter adpositionsobjektet.

## Adpositioner i svenskan
Svenskan är ett tydligt exempel på ett prepositionsspråk; "hos brodern" är adposition (preposition) + adpositionsobjekt. I ett postpositionsspråk, till exempel estniska, skulle man i stället säga motsvarande "brodern hos" - venna juures.
Dock finns det några uttryck eller typer av uttryck där vi faktiskt har postposition, till exempel "året om", "dygnet runt", "världen över", "(stå) någon nära", "livet ut". Värt att lägga märke till är att "ut", som vi såg i en av fraserna som postposition, till skillnad från de övriga aldrig kan vara preposition. Normalt är "ut" ett adverb. 